# Matthew Koma
Matthew Koma  est un chanteur et compositeur américain. Il est né à Brooklyn (2 juin 1987) et a grandi à Long Island (New York). Inspiré par Elvis Costello et Bruce Springsteen, Koma commence sa carrière musicale dans le punk rock. Plus tard, il passe par la pop, le hip-hop pour finir aujourd'hui[Quand ?] sur l'EDM. Il a travaillé en solo, mais a aussi fait de grands tubes en collaboration, notamment avec Hardwell, Zedd, Sebastian Ingrosso, Showtek, Alesso, Tiësto et Ryan Tedder de OneRepublic. Sa collaboration avec Zedd est une de ses plus grandes réussites, avec Spectrum qui fut 2 semaines numéro 1 du classement de tubes Dance/Club. Ses collaborations récentes avec Showtek (2013), Hardwell (2013) et Tiësto (2014) ont aussi connu un grand succès dans les clubs, avec des places de prestige dans les top 50.

## Carrière
Il commence sa carrière musicale dans le punk rock et poursuit une transition consistant à mixer pop, hip-hop et EDM.
Il a récemment collaboré avec des artistes tels que Zedd, Swedish House Mafia, Alesso et Ryan Tedder de One Republic.
Son premier EP, Parachute, est sorti en 2012.

## Discographie
Matthew Koma a produit aussi bien seul qu'en collaboration.

### En collaboration
- Spectrum - Zedd avec Matthew Koma (2012)
- Years - Alesso avec Matthew Koma (2012)
- End Of Pretend - Black Cards avec Matthew Koma  (2012)
- Sparks (Turn of your Mind) - Fedde le Grand & Nicky Romero avec Matthew Koma
- Dare You - Hardwell avec Matthew Koma (2013)
- Cannonball (Earthquake) - Showtek avec Matthew Koma (2013)
- Wasted - Tiësto avec Matthew Koma (2014)
- Written in Reverse - Tiësto avec Matthew Koma - A Town Called Paradise (2014)
- Serotonin - Audien & Matthew Koma
- Find You - Zedd avec Matthew Koma & Miriam Bryant
- Tempted - Giorgio Moroder avec Matthew Koma (2015)

## Vie privée
Après avoir été en couple avec Carly Rae Jepsen de 2012 à 2015,,, Matthew est le compagnon d'Hilary Duff depuis janvier 2017. Après s’être séparés en mars 2017, ils sont de nouveau ensemble depuis septembre 2017. Le couple se fiance en mai 2019, puis se marie sept mois plus tard, le 21 décembre. Ils ont trois filles : Banks Violet Bair (née le 25 octobre 2018), Mae James Bair (née le 24 mars 2021) et Townes Meadow Bair (née le 3 mai 2024). À la suite de son mariage avec Hilary, Matthew a un beau-fils, Luca Cruz Comrie (né le 20 mars 2012).